# Stonehenge, Avebury und zugehörige Stätten
Stonehenge, Avebury und zugehörige Stätten ist die Bezeichnung für ein Weltkulturerbe der UNESCO in Großbritannien. Das im Jahr 1986 definierte Weltkulturerbe umfasst mehrere neolithische Kultstätten und Fundplätze in der englischen Grafschaft Wiltshire. Diese liegen in zwei Regionen um Stonehenge und Avebury, die rund 45 Kilometer voneinander entfernt sind.

## Denkmäler in der Stonehenge-Region
Die Stonehenge-Region des Weltkulturerbes liegt im südlichen Wiltshire. Sie ist 26 km² groß und auf das prähistorische Monument von Stonehenge zentriert.
- Stonehenge Landschaft
- Stonehenge (Stein-Henge)
- Stonehenge Avenue
- Stonehenge Cursus (Großer Umlauf)
- Stonehenge Lesser Cursus (Kleinerer Umlauf)
- Stonehenge New Henge (Neuer Henge)
- Durrington Walls (Wallanlage)
- Woodhenge (Holz-Henge)
- Coneybury Henge (Henge wurde flach gepflügt)
- King Barrow Ridge (Grabhügelrücken)
- Winterbourne Stoke Barrow Group (Grabhügelgruppe)
- Normanton Down Barrow Group (Grabhügelgruppe)
- „Vespasian’s Camp“ (Hügelfort der Eisenzeit)
- „Robin Hood’s Ball“
- Bluehenge (Blaustein-Henge)

## Denkmäler in der Avebury-Region

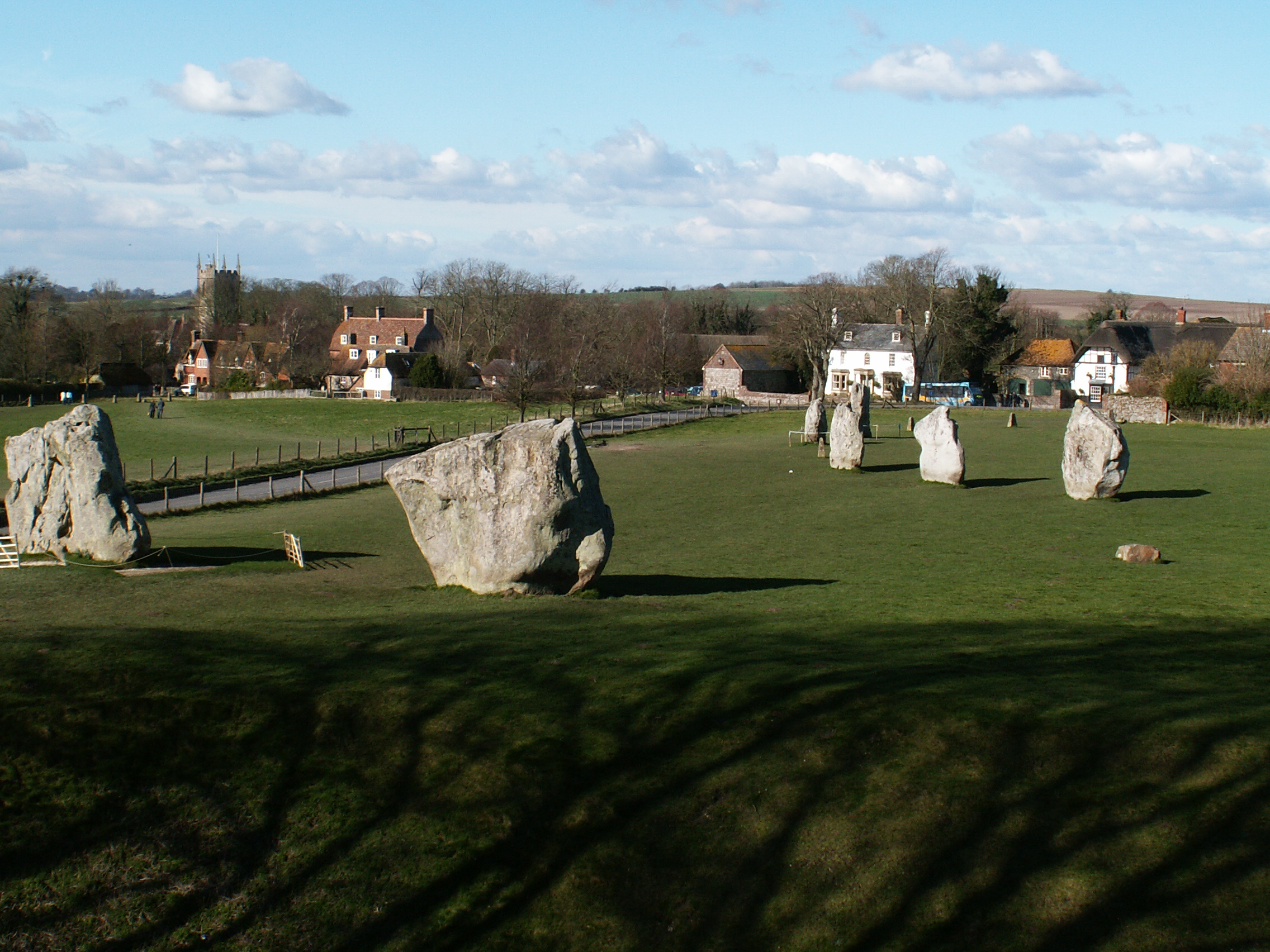
Avebury Henge

Die Avebury-Region des Weltkulturerbes liegt im nördlichen Wiltshire. Sie ist 22,5 km² groß und auf den Henge von Avebury zentriert.
- Avebury Henge
- West Kennet Avenue
- Beckhampton Avenue
- West Kennet Long Barrow
- The Sanctuary
- Silbury Hill
- Windmill Hill

## Museen und Sammlungen
Die bedeutendsten Sammlungen aus diesen Welterbestätten finden sich in:
- Alexander Keiller Museum
- Salisbury Museum
- Wiltshire Heritage Museum in Devizes

## Filme
- ‘Beyond the Stones’: 35th Anniversary of the Stonehenge and Avebury World Heritage Site. Wessex Archaeology. YouTube, 16. Juni 2022; abgerufen am 11. Januar 2023.